# Острая брама
О́страя бра́ма, Острые ворота, ворота Аушрос, ворота Зари (лит. Aušros Vartai, пол. Ostra Brama, бел. Вострая брама) — архитектурный комплекс в Вильнюсе, представляющий собой единственные сохранившиеся ворота городской стены, а также католическую часовню с чудотворным образом Матери Божией Остробрамской, построенную над ней.
Одна из важнейших достопримечательностей Вильнюса, объект светского туризма и религиозного паломничества, памятник истории и архитектуры.

## Название

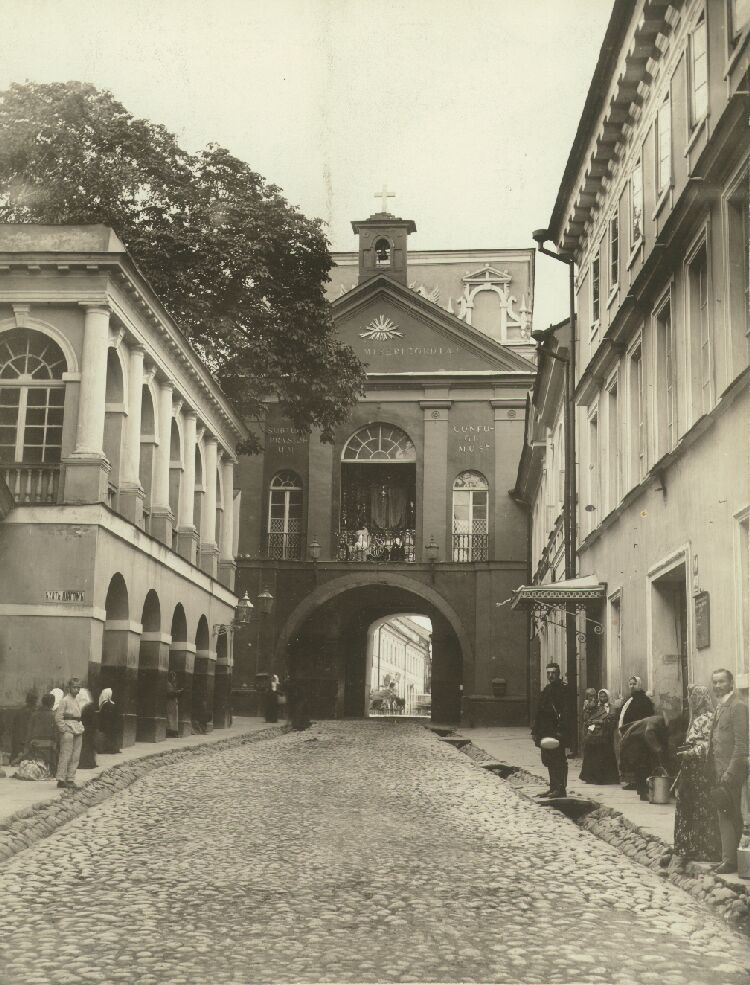
Острая брама (1904)

Ворота издавна назывались «Острыми воротами» (пол. Ostra Brama букв. «Острые ворота»; бел. Вострая брама; лит. Aštria broma), в речи русских жителей иногда употребляется наименование «Святые ворота». Многочисленные попытки связать название с острыми шпилями первоначального готического вида ворот, с названием города Ошмяны или с формой сужающейся к воротам улицы не убедительны. Более основательна, но плохо мотивирована связь с названием квартала — Острый конец, которое, однако, также трудно объяснить. Существует версия, связывающая название квартала и ворот с родовым именем князя Константина Острожского.
Литовское название лит. Aušros Vartai (буквально «Ворота Зари») появилось в литовских газетах начала XX века и в прямом смысле вполне бессмысленно, поскольку ворота обращены отнюдь не на восток.  Такое изменение названия ворот связывают с почитанием Богородицы, одним из атрибутов которой является рассвет. Иногда ворота назывались Медницкими (Медининкскими), так как от них начинался путь к лежащему в 30 км Медницкому замку.

## История
Ворота построены в готическом стиле в 1503—1522 годах, когда Вильнюс окружила городская стена с пятью, позднее девятью воротами. Позднее над аркой ворот достроен фасад с пятью амбразурами и аттиком в ренессансном стиле. Аттик декорирован Погоней — гербом Литвы, поддерживаемым двумя крылатыми львами-грифами, и рельефной головой Гермеса в крылатом шлеме.
Ниже в нише располагалась икона Спасителя. В 1923 году в нише был помещён барельеф, изображающий Белого Орла — герб Польши — работы Болеслава Балзукевича.

## Часовня

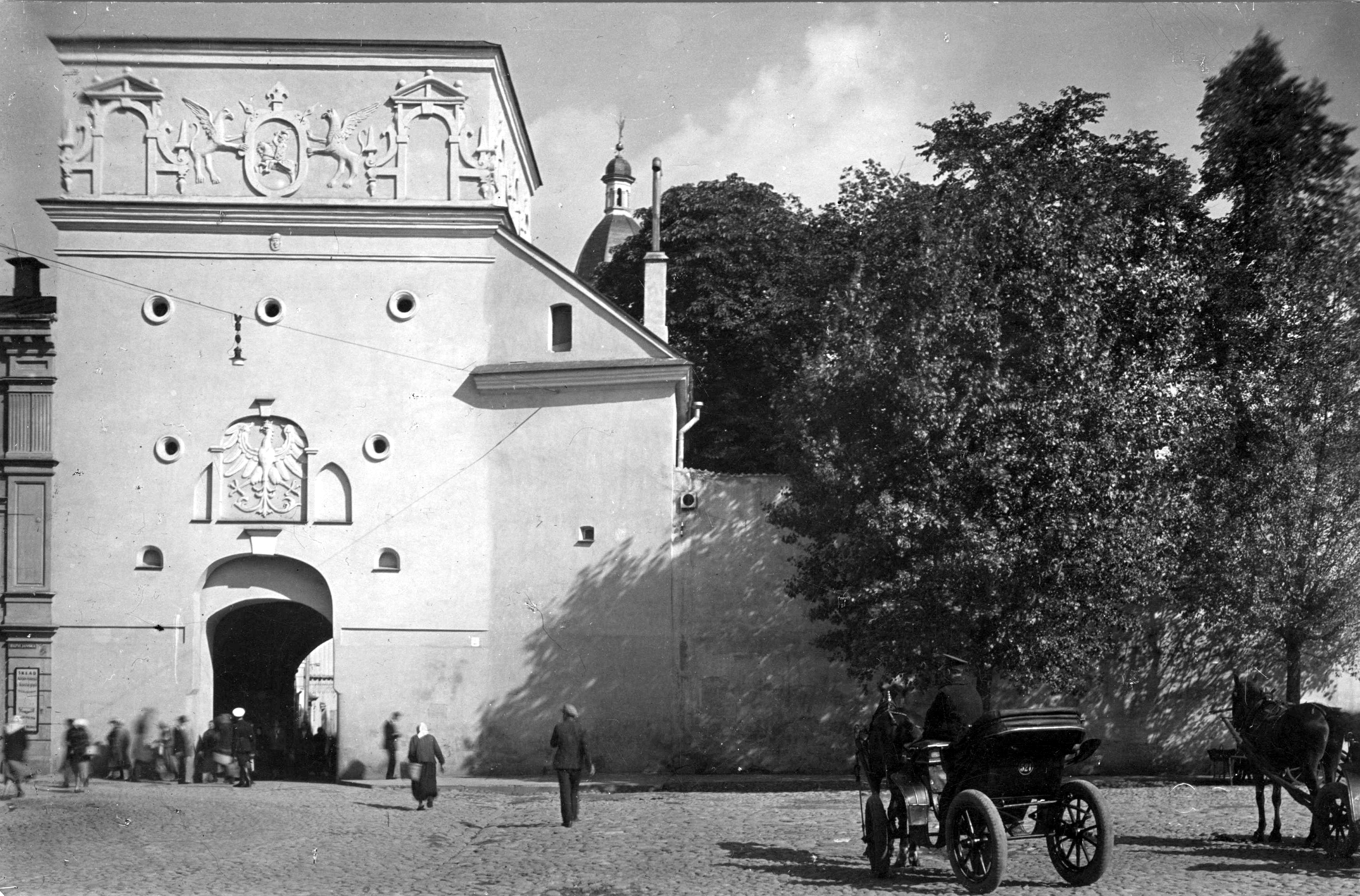
Южный фасад Острой брамы перед Второй мировой войной

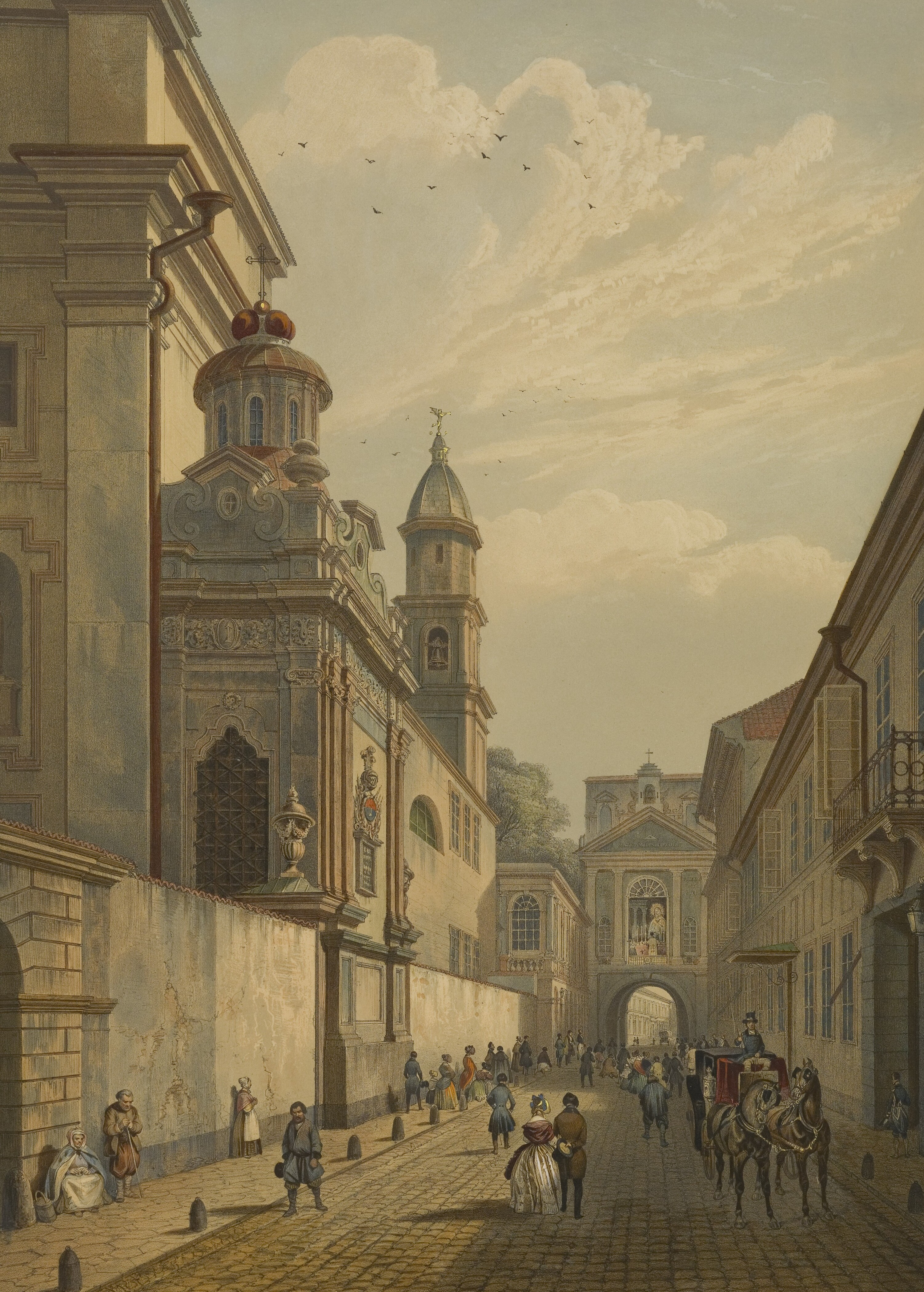
Острая брама. 1847

Со стороны города над воротами в 1671 году монахами кармелитами выстроена часовня, специально для иконы Матери Божией Остробрамской, первоначально деревянная. В 1715 году деревянная часовня сгорела, в 1754 году была выстроена каменная часовня в барочном стиле. По проекту архитектора Пьетро де Росси в 1789 году к часовне была пристроена лестница в крытой галерее. При перестройке по проекту архитектора Кароля Подчашинского в 1828—1829 годах часовня и примыкающая к ней двухэтажная крытая галерея приобрели черты классицизма.
Часовня реконструировалась в 1927—1932 и в 1993 году перед визитом в Литву Иоанна Павла II.
Крытой галереей с лестницей часовня соединена с примыкающим к воротам костёлом Святой Терезы. Её украшает надпись на латинском „Mater misericordiae sub tuum praesidium confugimus“ («Мать милосердная к твоей защите прибегаем»). Латинским текстом заменён соответствующий польский по распоряжению генерал-губернатора М. Н. Муравьёва. При ремонте в 1927—1932 годах латинскую надпись сменила надпись на польском, несмотря на протесты литовцев. В настоящее время надпись на латыни.
По меньшей мере с середины XIX века установился обычай проходить Острой брамой с непокрытой головой в знак почитания Остробрамской Божией Матери; обычай требовал при движении со стороны города обнажать голову уже на углу костёла Святой Терезы. В 1861—1863 годах перед часовней проходили религиозно-патриотические манифестации.
Стены часовни покрыты золотыми и серебряными вотивными дарами верующих — изображения главным образом сердец, а также рук, ног, автомобиля, офицерского погона и т. п. Первый обетный дар принесён в 1702 году.

## Икона

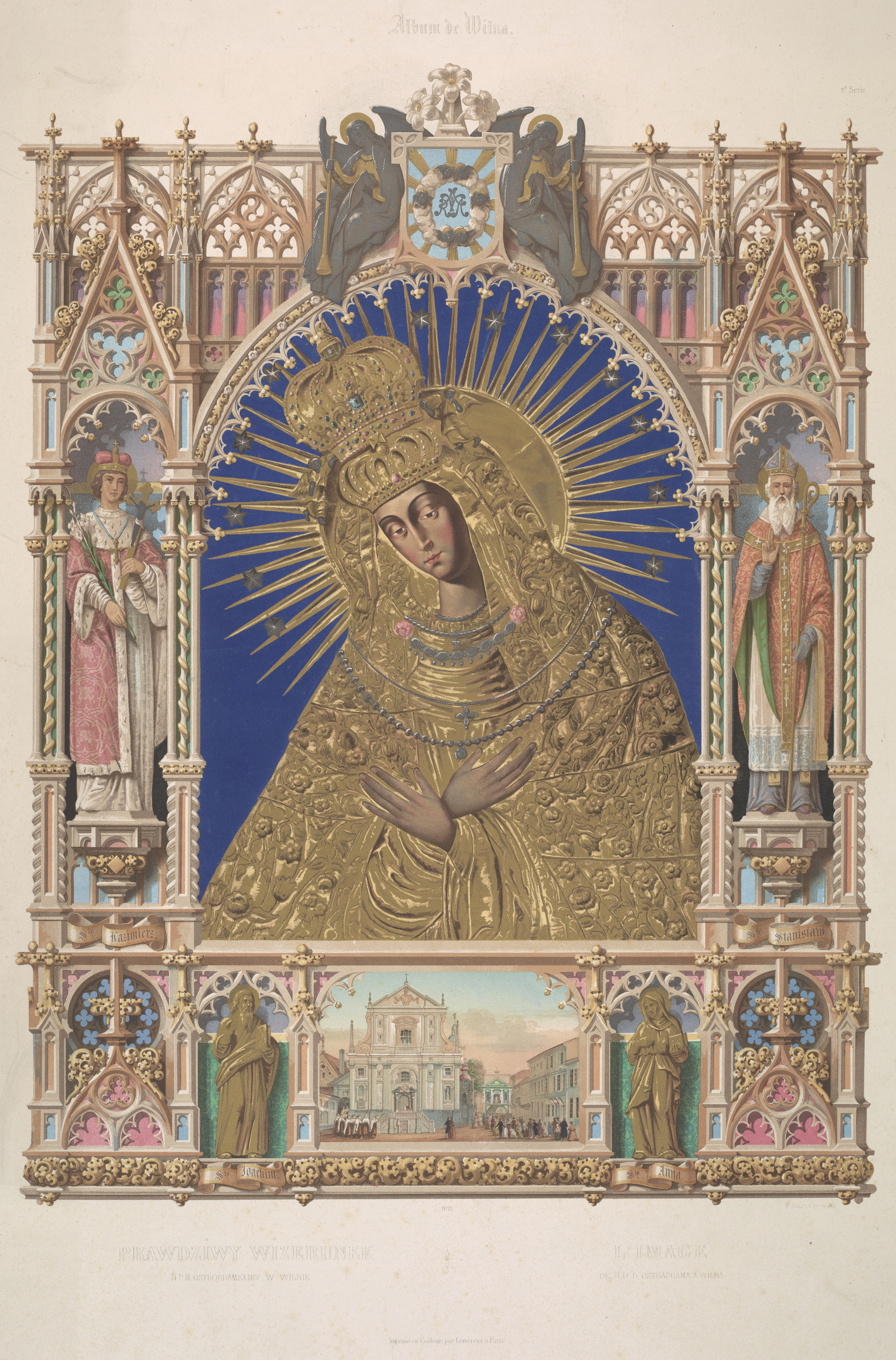
Остробрамская икона Божией Матери. Хромолитография XIX века

Чудотворный образ Матери Божией Остробрамской относится к редкому типу изображения Богоматери без Младенца на руках. Почитается как католиками, так и православными. Считается одной из главных христианских святынь Вильнюса, а также Польши, Литвы и Белоруссии. Существуют многочисленные предания и легенды об иконе и сотворённых ею чудесах.
Считается покровительницей бездетных пар, дарующей надежду на зачатие и здоровые роды.

## В культуре
Остробрамская Матерь Божия и Острая брама воспеты в стихах Адамом Мицкевичем (начало поэмы «Пан Тадеуш»), Юлиушем Словацким, Владиславом Сырокомлей, Максимом Богдановичем («Погоня») и другими польскими, белорусскими, литовскими поэтами. Остробрамская часовня изображена на картине М. В. Добужинского, хранящейся в Тамбовской областной картинной галерее, и открытке того же художника «Остробрамская часовня», выпущенной Обществом Святой Евгении.
Про Остробрамскую Матерь Божию упоминает А. Я. Бруштейн в своей автобиографической книге «Дорога уходит в даль».
Упоминается также в романе Генриха Сенкевича «Потоп». Действие романа длится с 1654 по 1657 год, разворачиваясь на фоне польско-шведской войны 1655—1657 годов (так называемый «шведский потоп»). Главный герой романа Анджей Кмициц говорит: «Обет я дал в Ченстохову отправиться. Ты меня скорее поймешь, коль скажу я тебе, что нашу Острую Браму московиты захватили» (гл. XXIII; перевод Е. В. Егоровой). То есть икона Божьей Матери в часовенке в Острой Браме для Великого княжества Литовского была такой же святыней, как и икона Ченстоховской Божьей Матери в монастыре Ясная Гора для Польши.